# Ammophila leclercqi
Ammophila leclercqi es una especie de avispa del género Ammophila, familia Sphecidae.

## Taxonomía
Fue descrito por primera vez en 1964 por Menke.